# Stavropegie

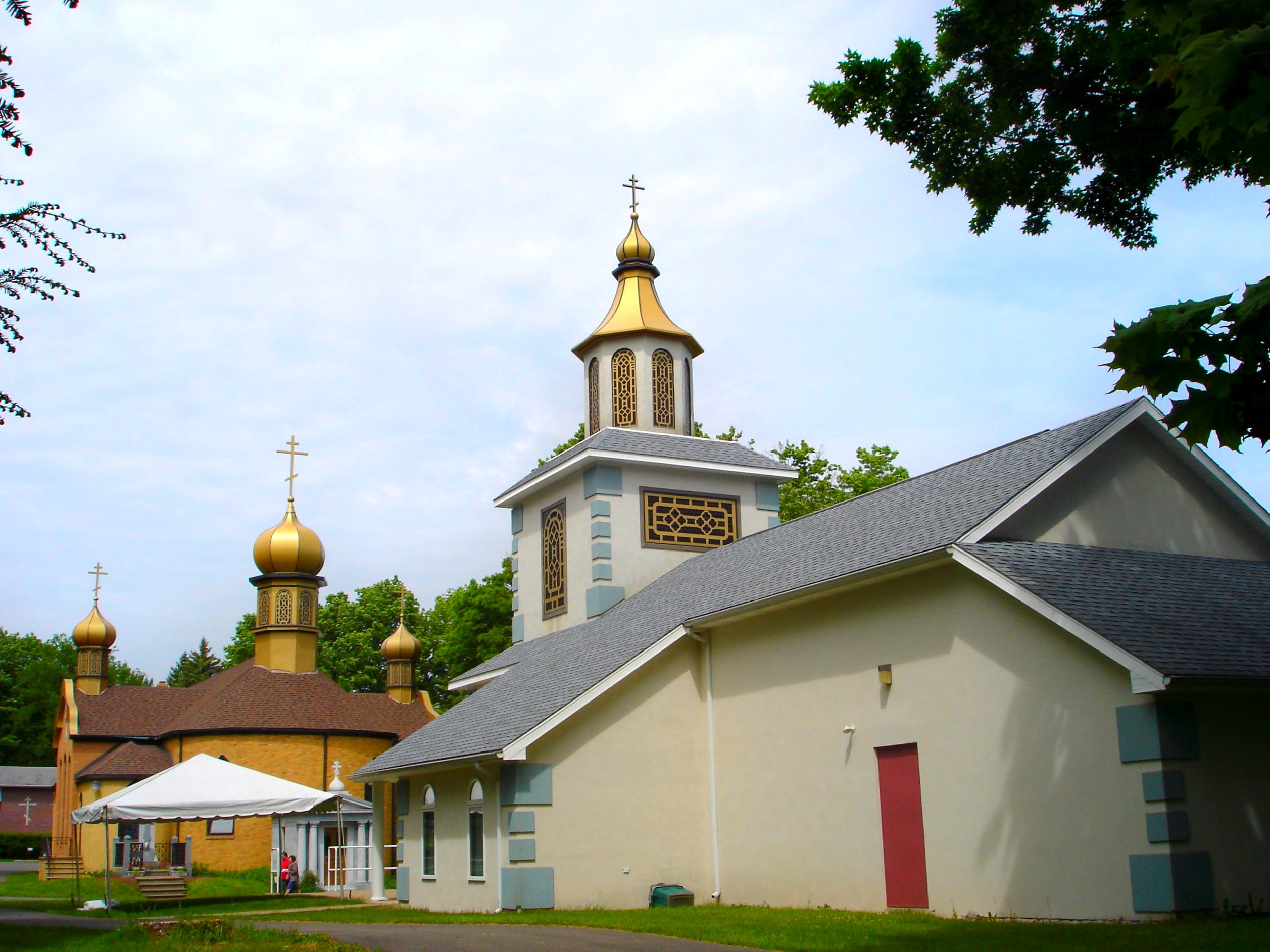
Chrám stavropegiánního monastýru svatého Tichona Zadonského v Pensylvánii

Stauropegie nebo stavropegie je označení způsobu zakládání klášterů nebo obcí v byzantské církvi. 

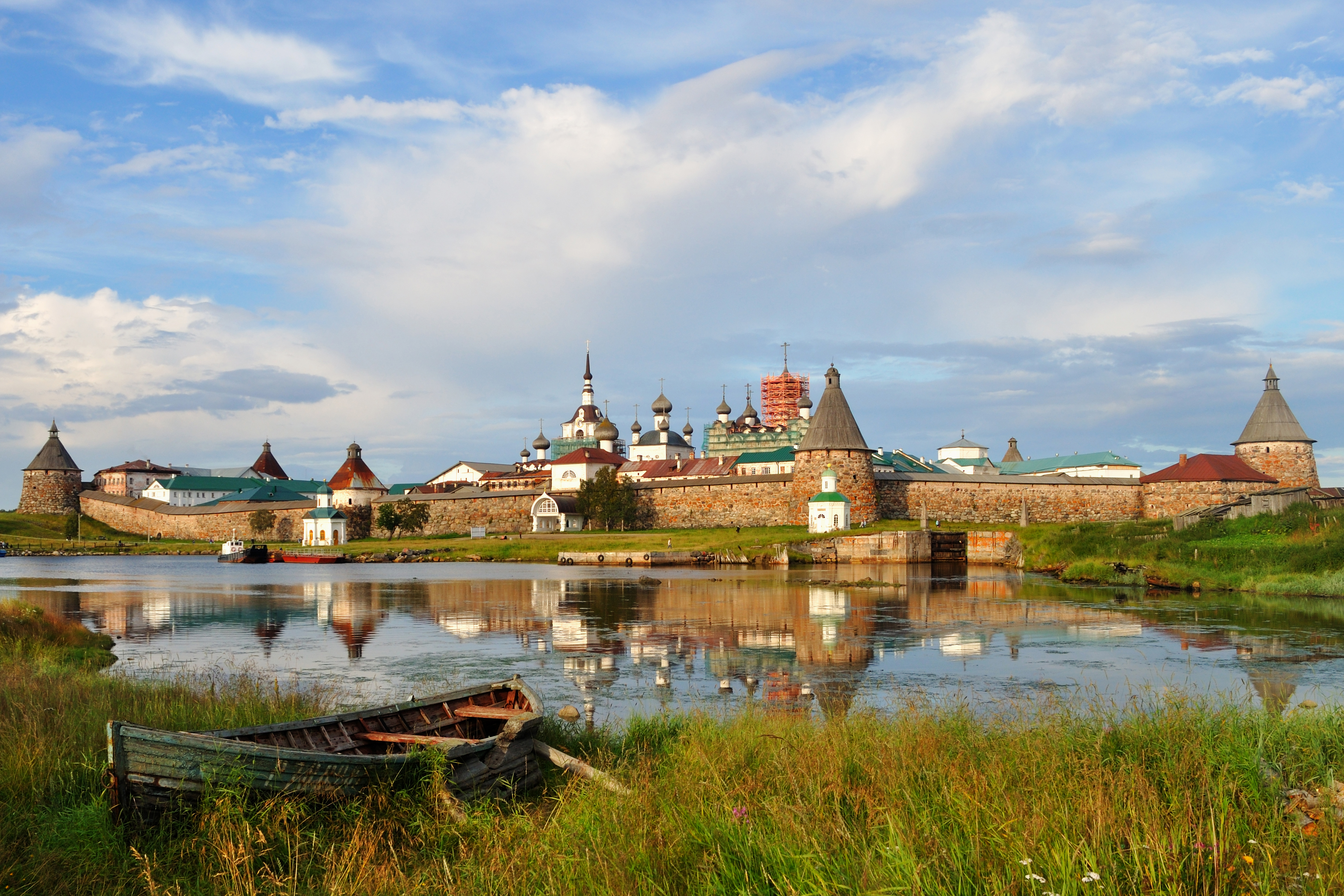
Solovecký monastýr v Archangelské oblasti Ruska

Řecké výrazy σταυρός (stauros) 'kříž' a πήγνυμι (pegnumi) 'potvrdit', znamenají doslova křížové uspořádání, neboť v místě, kde má být klášterní nebo obecní kostel vystavěn, byl nejdříve vyznačen půdorys kříže, a tím byly daný klášter či obec považovány za založené. 

## Užití
Výrazu stavropigiální se dnes užívá v souvislosti s kláštery či obcemi, které ze specifických historických důvodů nepodléhají místnímu biskupství, nýbrž přímo patriarchovi nebo synodě. Zejména v době, kdy neexistovaly moderní komunikační prostředky, to pro takovou obec často znamenalo (také zejména kvůli značné vzdálenosti od patriarchy) zvýšenou míru místní samosprávnosti.